# Raja (entreprise)
Le Groupe RAJA est un distributeur d'emballages, de fournitures de bureau et d'équipements industriels pour les entreprises, fondé à Paris en 1954. Elle est dirigée par Danièle Kapel-Marcovici.
Le groupe comprend 27 sociétés et une dizaine de marques dans 19 pays européens. Il emploie 5 000 personnes. Ses clients appartiennent à de nombreux secteurs d'activité : distribution, e-commerce, industrie, logistique, santé, construction, etc.

## Activités
Le Groupe RAJA est l'un des premiers distributeurs européens d'emballages, de fournitures de bureau et de fournitures pour la manutention et le stockage pour les entreprises.
L'activité du Groupe RAJA repose largement sur la vente à distance, un modèle de développement poursuivi dès les années 70 avec la réalisation du premier catalogue RAJA. Aujourd'hui, le groupe réalise près de 65 % de ses ventes en ligne.

## Chaîne d'approvisionnement et réseau logistique
Le métier du Groupe RAJA est la distribution. Il n'a pas d'activité de fabrication. L'entreprise conçoit en revanche des produits, notamment d'emballage, et se fournit auprès de fabricants d'emballages et d'équipements, presque tous situés en Europe (85 % des achats en 2019).
Ces 17 sites logistiques se trouvent en France, au Royaume-Uni, en Belgique, en Espagne, en Italie, en Allemagne, en Pologne et en Suède. Pour le transport de ses produits, le Groupe RAJA s'appuie majoritairement sur des partenaires transporteurs extérieurs.

## Historique
La société « Cartons Raja » a été créée en 1954 à Paris par Rachel Marcovici, la mère de l'actuelle présidente, et Janine Rocher. Le nom « Raja » provient des deux premières lettres des prénoms des fondatrices. L'entreprise débute en commercialisant des cartons de réemploi achetés en gros pour être revendus au détail moins chers que des cartons neufs,.
En 1962, Danièle Kapel-Marcovici rejoint à 16 ans la société en tant que commerciale. En 1975, elle crée le premier catalogue qui permet de débuter la vente d'emballage par correspondance,. En 1982, elle prend la direction générale de l'entreprise.
En 1990, les « Cartons Raja » simplifient leur nom en « Raja »,. En 1994, Raja achète la société Binpac en Belgique,. C'est le début de l'internationalisation.
Dans les années suivantes, Raja s'implante aux Pays-Bas (1997), en Grande-Bretagne (achat de d'Aidpack en 1998), en Allemagne (1999), en Espagne (2003), en Autriche (2004), en Italie (2006), en République tchèque (2007), en Suisse (2008), en Norvège, Pologne et Danemark (2010), en Suède (2012), en Slovaquie (2016), en Portugal (2016).
En 2007, Raja acquiert L’Equipier, entreprise spécialisée dans la distribution des produits d’hygiène et d’entretien détenu auparavant par Setam. En 2008, Welcome Office, distributeur de fournitures discount de bureau sur internet, est racheté par le groupe.
En 2010, Raja acquiert son concurrent et « numéro deux du secteur » de la vente d'emballage à distance en France, la société Cenpac, filiale du groupe Gascogne, pour 44 millions d'euros.
En mars 2015, Raja rachète la société Morplan (Royaume-Uni), leader sur le marché britannique de la vente à distance de fournitures et équipements pour les magasins dans divers domaines d'activités dont l'habillement.
En 2017, le groupe Raja poursuit sa stratégie de diversification avec l’acquisition du Groupe Bär, distributeur d'équipements industriels en Allemagne, Autriche et Suisse.
En juillet 2019, Raja annonce l'acquisition des activités françaises, espagnoles et italiennes de Staples Solutions, groupe regroupant les anciennes activités de Staples en Europe. Il intègre ainsi les marques de fournitures et de mobilier de bureau JPG en France, Mondoffice en Espagne et Kalamazoo en Italie, et également Bernard dans l'hygiène et l'entretien en France. Ces marques totalisent 320 millions d'euros de chiffre d'affaires,.
En août 2021, Raja rachète Viking, qui regroupe les activités e-commerce d'Office Depot Europe dans sept pays européens, et qui représente 500 millions d'euros de chiffre d'affaires,.
En 2024, le groupe Raja fait acquisition de Rétif, distributeur français de fournitures, d'équipements et de solutions d'agencement pour les commerces indépendants.
Son chiffre d'affaires a plus que triplé entre 2017 et 2022, progressant de 555 millions à 1,7 milliard d’euros. La croissance des marchés de l'entreprise, en particulier la demande d'emballages en carton et en papier, est stimulée par la croissance du e-commerce et les préoccupations environnementales.

## Actionnariat et gouvernance
Danièle Marcovici et sa famille détiennent 100 % du capital.
Le groupe RAJA est dirigé par un comité exécutif de six membres, parmi lesquels trois hommes et trois femmes, parmi lesquelles la présidente-directrice générale, Danièle Marcovici.

## Mécénat
Créée en 2006, la fondation RAJA Danièle Marcovici apporte, sous l'égide de la Fondation de France,,, un soutien matériel et financier à des associations d'aide aux femmes. La fondation indique avoir soutenu plus de 300 associations et co-financé 576 projets depuis sa création. Elle estime le nombre de bénéficiaires à 110 000. En 2018, la fondation était « dotée d'un budget d'environ 1 million d'euros ».
RAJA est, par ailleurs, le partenaire principal du Festival International de la Bande dessinée d'Angoulême depuis 2018. En novembre 2021, le festival a annoncé la création d'un nouveau prix, l'Eco-Fauve Raja, destiné à distinguer une œuvre traitant d'un thème écologique,. La première édition du prix, en janvier 2022, a créé la polémique en raisons de soupçons de greenwashing. Le jury a alors démissionné. Trois auteurs sur les sept nommés se sont retirés de la sélection,. La seconde édition du prix Eco-Fauve, en janvier 2023, s'est déroulée sans heurt. Le prix est allé à l'autrice espagnole Ana Penyas pour Sous le Soleil, paru aux éditions Acte Sud / L'An 2.

## Identité visuelle

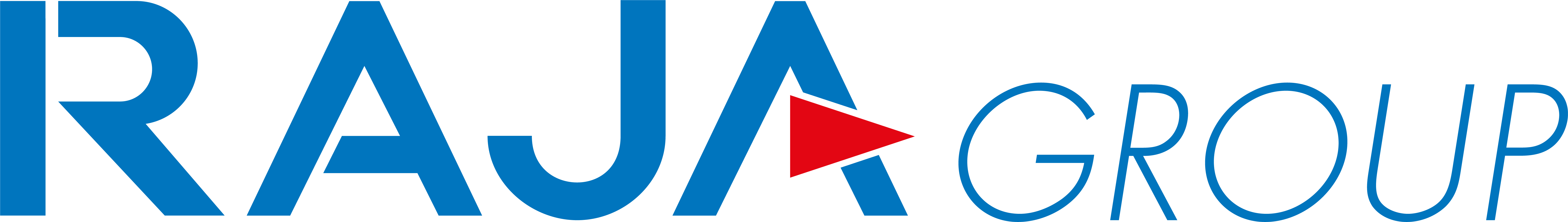
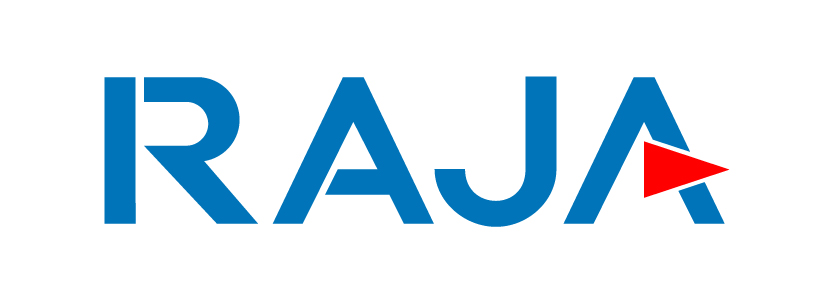